# Port lotniczy Foumban Nkounja
Port lotniczy Foumban Nkounja – międzynarodowy port lotniczy obsługujący miasto Foumban w Kamerunie. Znajduje się w miejscowości Nkounja.